# Nacer Barazite
Nacer Barazite (Arnhem, Países Bajos 27 de mayo de 1990) es un jugador de fútbol neerlandés que juega de delantero.

## Historia
Forjado en las divisiones inferiores del NEC Nijmegen de su país en el año 2006 ficha para el Arsenal cuando contaba solo con 16 años, pasando a jugar ese mismo año con el equipo sub.18 y las reservas. Siendo ya parte de su actual equipo, disputó en el año 2007 la Eurocopa sub-17 de 2007 donde marcó el primer gol de su equipo en el campeonato en Países Bajos sub-17 2-2 Bélgica sub-17 en el minuto 44', el otro gol lo marcaría Wijnaldum. Países Bajos quedó 3.ª y juega un partido por la 5.ª plaza con la Alemania sub-17 que pierden 3-2 gracias al gol en el minuto 76' de Richard Sukuta-Pasu.
Debuta con el primer equipo del Arsenal el día 31 de octubre de 2007 con 17 años en la victoria por 3-0 ante el Sheffield United por la Copa de la Liga en sustitusión del croata Eduardo da Silva por la 4.ª ronda.
En su segunda aparición entró de sustituto por Mark Randall en un partido del Arsenal cuartos de final ante el Blackburn Rovers el 18 de diciembre de 2007, pero después de solo 17 minutos en la cancha abandonó el terreno en camilla con un hombro dislocado, y es sustituido por Fran Mérida.
Barazite volvió a la acción con la reserva del equipo tras su lesión, y anotó su primer triplete en el Arsenal con los menores de 18 años, en una victoria de 5-2 sobre el Southampton. Los otros dos fueron anotados por Luke Freeman. Barazite también fue nombrado en el banco de Arsenal para el partido final de la Barclays Premier League ante el Sunderland el 11 de mayo de 2008, pero no ingresó al terreno de juego.
Después de haber ganado dos partidos con el primer equipo de Arsène Wenger en 2007-08, y no haber gozado de minutos en el equipo, el joven volante neerlandés recala en las filas del Derby County de Derbyshire, equipo de la Coca-Cola Football League Championship. Allí pudo demostrar su talento con 36 partidos y 1 gol con los "Rams", incluida una derrota ante el poderoso Manchester United por la semifinal de la Copa de la Liga disputada en Old Trafford, durante su estadía en Pride Park Stadium fue utilizado frecuentemente por el costado izquierdo, pese a que en el Arsenal juega en todo el mediocampo e inclusive de delantero.
Barazite más destacado en la campaña de pretemporada del Arsenal para el 2009-10, anotó para el Arsenal en el empate 2-2 contra el Barnet en un partido amistoso de pretemporada en Underhill, el 18 de julio de 2009. Barazite participó en la victoria 2-0 del Arsenal sobre el West Bromwich Albion en la Carling Cup, donde sustituyó a Armand Traoré en el minuto 69.

## Selección nacional
Ha sido internacional con las categorías inferiores de Países Bajos.

## Clubes
| Club                        | País                   | Año       | Partidos | Goles |
| --------------------------- | ---------------------- | --------- | -------- | ----- |
| Arsenal F. C.               | Inglaterra             | 2007-2011 | 3        | 0     |
| Derby County F. C. (cedido) | Inglaterra             | 2008-2009 | 36       | 1     |
| S. B. V. Vitesse (cedido)   | Países Bajos           | 2010      | 11       | 3     |
| Austria Viena               | Austria                | 2011-2012 | 50       | 23    |
| A. S. Monaco                | Francia                | 2012-2014 | 12       | 1     |
| Austria Viena (cedido)      | Austria                | 2013      | 5        | 1     |
| F. C. Utrecht               | Países Bajos           | 2014-2017 | 92       | 20    |
| Yeni Malatyaspor            | Turquía                | 2017-2018 | 18       | 2     |
| Al-Jazira S. C.             | Emiratos Árabes Unidos | 2018-2019 | 32       | 7     |
| Buriram United              | Tailandia              | 2019-2020 | 13       | 6     |

## Palmarés

### Campeonatos nacionales
| Título     | Club               | País    | Año     |
| ---------- | ------------------ | ------- | ------- |
| Ligue 2    | A. S. Monaco F. C. | Francia | 2012-13 |
| Bundesliga | Austria Viena      | Austria | 2012-13 |